# Bram Appel
Abraham Leonardus „Bram“ Appel (* 30. Oktober 1921 in Rotterdam; † 31. Oktober 1997 in Geleen, heute zu Sittard-Geleen, Niederlande) war ein niederländischer Fußballspieler und -trainer.

## Die Vereinskarriere
Appel spielte in der Sturmmitte und war ein echter Goalgetter; seine ersten Sporen verdiente er sich bei kleinen Klubs aus Wassenaar in der Nähe von Den Haag, wo er aufwuchs. Im Zweiten Weltkrieg – die Niederlande waren von der deutschen Wehrmacht besetzt – wurde er als Zwangsarbeiter in der kriegswichtigen Industrie in das Deutsche Reich gebracht. Sein Glück war, dass er ein guter Fußballer war, denn im fortschreitenden Zweiten Weltkrieg gingen selbst Spitzenteams wie Hertha BSC die Spieler aus. Zwangsarbeiter mit Fußballtalent boten sich in dieser Situation als leicht zu verpflichtender Ersatz an, und so wurde 1942 auch Appel von dem damaligen Hertha-Trainer Hans Sauerwein verpflichtet. „Er wird aus der Fabrikarbeit abgezogen, kommt in ein Büro, bekommt ein eigenes Zimmer in Ruhleben und höhere Essensrationen. Mit Eli de Heer und Nout Bierings spielten zwei weitere niederländische Zwangsarbeiter in den Trikots der Hertha.“
Für Hertha schoss Appel im Tschammer-Pokal in vier Spielen 15 Tore, wenn auch gegen überwiegend schwache Gegner in den ersten Runden auf Gauebene (1. FC Guben, FC Fürstenwalde, Tennis Borussia Berlin und TSG Rostock). In der anschließenden Saison (1943/44) wurde er mit der Hertha Gauligameister von Berlin-Brandenburg, schoss dabei in 14 Einsätzen 12 Tore, fügte in den drei Endrundenspielen um die deutsche Meisterschaft weitere vier Tore hinzu und rundete diese Bilanz in den noch ausgetragenen regionalen Spielen des Tschammer-Pokals (der Anfang August 1944 aber abgebrochen wurde) mit zwei Toren in drei Spielen ab.
Nach Kriegsende kehrte Bram Appel in die Niederlande zurück und spielte dort für ADO Den Haag sowie VV Sittard bzw. Sittardse Boys. 1948 wurde er gegen England erstmals in die Nationalelf der Oranjes berufen. Ab der Saison 1949/50 gehörte er, für den sich auch Bayern München interessiert hatte, für fünf Jahre der legendären französischen Spitzenmannschaft Stade de Reims an und war somit einer der ersten niederländischen Fußballer, die bei einem ausländischen Verein als Profi unter Vertrag standen. Mit Reims wurde er gleich im ersten Jahr Pokalsieger, 1952/53 auch Landesmeister und gewann 1953 die Coupe Latine. Dreimal stand er in der Torjägerliste der Division 1 ganz weit oben (1951 auf Platz 6, 1953 und 1954 jeweils auf Rang 2). Insgesamt bestritt er für die Rémois 154 Erstligaspiele und erzielte dabei 96 Treffer – eine Bilanz, die Appels Bedeutung für den Verein ebenso unterstreicht wie auch diese Angaben: in der Meistersaison 1952/53 schoss er in 32 Ligaspielen 30 Tore, im Jahr des Pokalsiegs war er alleine in den letzten sechs Begegnungen der Coupe de France einschließlich des Endspiels elfmal erfolgreich.
Mit all den Größen der frühen 1950er Jahre bei Stade de Reims (wie Raymond Kopa, Albert Batteux, Robert Jonquet, Léon Glovacki, Armand Penverne und Roger Marche) ist Bram Appel in einem Atemzug zu nennen.
1954 wechselte er in die Schweiz zu Lausanne-Sports; in dieser Zeit wurde er auch wieder in die niederländische Nationalmannschaft berufen. Seine Spielerkarriere ließ er in den Niederlanden bei Fortuna Geleen ausklingen.

### Stationen
- Blauw Zwart, SVT 1935, Archipel (alle aus Wassenaar)
- Hertha BSC (1942–1944)
- ADO Den Haag (1945–1947)
- VV Sittard (1947–1948)
- Sittardse Boys (1948–1949)
- Stade de Reims (1949–1954)
- Lausanne-Sports (1954–1955)
- Fortuna ’54 (1955–1960)

## Der Nationalspieler
Erstmals wurde Bram Appel im Juli 1948 in die niederländische Nationalelf berufen, für die er auch beim olympischen Fußballturnier 1948 auflief; dort gelang ihm das 1:0 beim 3:4 n. V. gegen die britische Auswahl. Es folgte dann eine längere Unterbrechung, die einerseits wohl darin begründet war, dass der niederländische Fußballverband KNVB auf Auslandsprofis verzichtete; vor allem aber hatte Appel den bis in die 1950er Jahre amtierenden Vorsitzenden des Verbandsauswahlkomitees, Karel Lotsy, öffentlich kritisiert, weil dieser während des Zweiten Weltkriegs die Anordnungen der deutschen Besatzungsmacht allzu bereitwillig umgesetzt hatte.
Erst wieder zwischen Oktober 1955 und April 1957 – anfangs unter Trainer Max Merkel – in der Elftal eingesetzt, brachte Appel es auf insgesamt zwölf Länderspiele und erzielte auch in diesem Kreis zehn Tore. Darunter waren jeweils zwei Länderspiele gegen die Bundesrepublik Deutschland und das Saarland.
Zu seinen wichtigsten Eindrücken auf internationalem Parkett gehörte ein bloß inoffizielles Match: einen Monat nach der Jahrhundertflut, die weite Teile der Niederlande im Februar 1953 heimgesucht hatte, traten niederländische Auslandsprofis zu einem Benefizspiel gegen eine französische Auswahl, die hauptsächlich aus Spielern von Stade de Reims und Racing Paris gebildet wurde, an: Appel, der dabei „auf der falschen Seite“ gegen Kopa & Co. spielte, steuerte vor 40.000 Zuschauern im Pariser Prinzenpark einen Treffer zum 2:1-Sieg der „zusammengewürfelten“ Niederländer bei. Diese spontane Hilfe für die Flutopfer ist noch heute vielen Niederländern als sogenannter Watersnoodwedstrijd (dt. „Flutopferspiel“) erinnerlich.

## Trainerstationen
Nach seiner aktiven Zeit arbeitete Abraham Appel als Trainer, unter anderem für Lausanne-Sports, RKS Volendam, Fortuna ’54, in Beringen (Belgien) und bei der PSV Eindhoven, mit dem er Landesmeister wurde.
Danach zog er sich vom Fußballgeschäft zurück und arbeitete als Immobilienmakler.